# Підлужжя (Дубенський район)
Підлу́жжя — село в Україні, у Тараканівській сільській громаді Дубенського району Рівненської області. Населення становить 322 осіб. Колишній орган місцевого самоврядування (до 2020 р.) — Птицька сільська рада. З 2020 року село у складі Тараканівської сільської громади.

## Населення

### Мова
Розподіл населення за рідною мовою за даними перепису 2001 року:
| Мова       | Кількість | Відсоток |
| ---------- | --------- | -------- |
| українська | 433       | 99.31%   |
| російська  | 3         | 0.69%    |
| Усього     | 436       | 100%     |

## Географія
Село розташоване на лівому березі річки Повчанки.

## Історія
7 (20) листопада 1917 року, відповідно до Третього Універсалу Української Центральної Ради, увійшло до складу Української Народної Республіки.
12 червня 2020 року, відповідно до розпорядження Кабінету Міністрів України № 722-р від «Про визначення адміністративних центрів та затвердження територій територіальних громад Рівненської області», увійшло до складу Тараканівської сільської громади.
19 липня 2020 року, в результаті адміністративно-територіальної реформи та ліквідації  Дубенського (1939—2020) району, село увійшло до складу новоутвореного Дубенського району.

## Уродженці
Уродженцем села є Сивіцький Микола Костьович — кандидат філологічних наук, дійсний член НТШ, лауреат Всеукраїнської літературно-мистецької премії імені Братів Богдана та Левка Лепких та Премії ім. Авеніра Коломийця, почесний громадянин Дубна.

## Пам'ятки
Біля села розташована пам'ятка «Шевченкове джерело», де за переказами у 1846 році зупинявся Тарас Григорович Шевченко. На цьому місці облаштована криниця, споруджено монумент (скульптор Борис Ричко).